# Немного огня
«Немного огня» — шестой студийный альбом рок-группы «Пикник», записанный и выпущенный в 1994 году. Этот альбом имел большую популярность среди рок-любителей, в нём появляется песня «Твоё сердце должно быть моим» и заглавная песня альбома — «Немного огня», впоследствии ставшая одной из хитовых песен «Пикника».
В 2004 году студия Grand Records выпустила версию этого альбома с единственным бонус-треком — видеоклипом на песню «Твоё сердце должно быть моим».
Осенью 2013 года альбом был переиздан без бонусов на виниловой пластинке музыкальным издательством «Бомба Мьюзик» в рамках «Синей серии» альбомов группы «Пикник».

## Список композиций
Эдмунд Шклярский — музыка и слова
| №  | Название                           | Длительность |
| -- | ---------------------------------- | ------------ |
| 1. | «Немного огня»                     | 4:13         |
| 2. | «Твоё сердце должно быть моим»     | 4:24         |
| 3. | «За невинно убиенных»              | 5:46         |
| 4. | «Теряя их на ветру (инструментал)» | 2:30         |
| 5. | «И светлый ангел над ним»          | 3:47         |
| 6. | «Самый звонкий крик — тишина»      | 6:05         |
| 7. | «Пол и потолок»                    | 2:59         |
| 8. | «Опустевший совсем (инструментал)» | 5:11         |

## Участники записи
- Эдмунд Шклярский — музыка, слова, все гитары, вокал, мандолина
- Виктор Евсеев — бас-гитара, бэк-вокал
- Леонид Кирнос — ударные, перкуссия, бубен
- Сергей Воронин — клавишные инструменты, аранжировки
- Юрий Ключанцев — клавишные, орган
- Звукорежиссёры: И. Булаховский (1, 2, 3, 5, 6), В. Вахонев (4, 7, 8)
- Мастеринг: М. Насонкин (Студия М&M)
- Редактор: Дэ’Стеклов
- Художник: Э. Шклярский
- Фото: А. Филлипов
- Дизайн: И. Любомиров, Э. Ковалёв, Б. Смирнов
- Продюсеры: В. Лапин, О. Круглов